# Алтимат фрисби
А́лтимат (англ. ultimate Frisbee [ˈʌltɪmɪt ˈfrɪzbiː] «предельный фрисби») — командная неконтактная спортивная игра с использованием летающего диска («фрисби»). Первоначально была известна как алтимат фри́сби. Со временем, ввиду того, что слово frisbee является не только общим названием летающих дисков, но и товарным знаком компании «Wham-O», название было укорочено до ultimate (алтимат).
В названии «алтимат фрисби» слово алтимат является несклоняемым прилагательным: соревнование по алтимат фрисби, но название «алтимат» является склоняемым существительным: соревнование по алтимату.

## История игры
Пионерами алтимат фрисби являются ученики колумбийской средней школы в муниципалитете Мэйплвуд, штат Нью-Джерси. Изначально это был лишь способ приятного времяпрепровождения. Осенью 1967 года Джоэл Силвер предложил сформировать команду фрисбистов. Предложение было одобрено, но затем отложено. Годом изобретения алтимата считается 1968-й, когда была проведена первая санкционированная игра — между командой Совета учащихся и командой школьной газеты.
Силвер, Хеллринг и Хайнс разработали первое и второе издания «Правил алтимат фрисби». Первые правила позволяли бегать с диском, а также определяли линии борьбы за диск и положения вне игры. Постепенно были исключены бег с диском и положения вне игры, но установлены правила для защиты. Родившись в атмосфере американской контркультуры поздних 1960-х, алтимат противился наделению какого-либо рефери правом принуждать к соблюдению правил. Вместо этого он полагается на спортивную честность игроков и их приверженность «духу игры». Размышляя над тем, как определить понятие нарушения, разработчики правил вспомнили фразу одного игрока: «Фолом является любое действие, достаточное для того, чтобы вызвать гнев твоего оппонента». Это в конечном итоге и привело к появлению «духа игры».

## Описание
Игра может проводиться на открытом воздухе (на прямоугольном травяном или песочном поле) или в зале. Игра ведётся двумя командами.  

### Цель
Цель игры — зарабатывать больше очков, чем команда противника. Очки начисляются каждый раз, когда кому-либо из игроков удаётся передать пас товарищу по команде, находящемуся в зоне противника.

### Поле

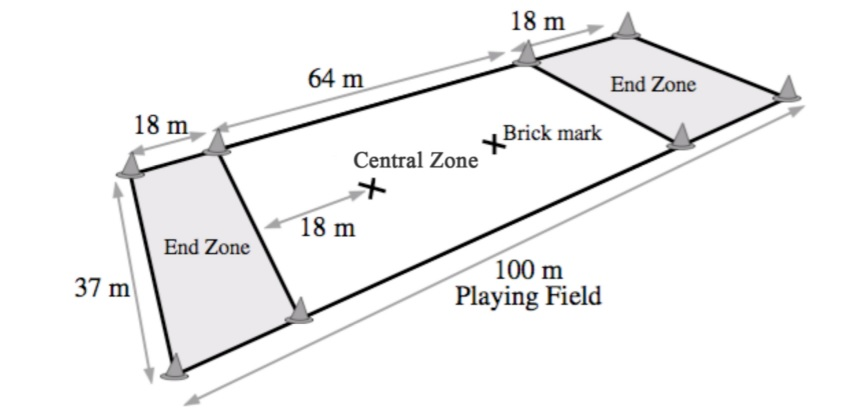
WFDF поле для алтимата

Поле для игры имеет размер 100 на 37 метров и состоит из трёх зон: центральной и двух голевых. Центральная зона имеет размеры 64×37 м, голевые 18×37 м. При недостатке места размеры поля могут быть уменьшены в первую очередь за счёт зон.

### Команды
Во время игры на поле находятся две команды по 7 человек, если игра ведётся на травяном поле; если игра ведётся в зале или на песке, играют командами по 5 человек. Иногда команда может состоять из большего количества игроков. Замена игроков может происходить после каждого полученного очка и в неограниченном количестве.

### Диск для игры
Для игры используется диск диаметром 27,5 см и весом 175 грамм.
Международная федерация флаинг диска тестирует диски различных производителей. Производители, чьи диски прошли необходимые тесты и утверждены к использованию, включаются в особый список.

## Правила игры

#### Ввод диска
Перед началом очередного розыгрыша команды выстраиваются по границе своей зоны. Диск находится у защищающейся команды. Когда обе команды готовы (сигналом является поднятая рука), диск вводится в игру игроком защищающейся команды. Нападающая команда должна либо перехватить диск в воздухе, либо дождаться того момента, когда диск коснётся земли. Если игрок атакующей команды коснётся диска в воздухе, но не поймает его, то диск переходит к защищающейся команде.

#### Передача диска
Игрок, поймавший диск, должен установить опорную ногу. Как правило, у правшей это левая нога, у левшей — правая. Игрок с диском не может отрывать от земли или перемещать опорную ногу. Если игрок с диском двигается в момент приёма паса, то он должен, не меняя направления движения, как можно быстрее остановиться. При этом бросающий может совершить бросок, пока сбрасывает скорость, но в момент броска должен сохраняться контакт опорной ноги с игровым полем.
После того, как игрок завладел диском, один игрок противоположной команды (защитник), находящийся на расстоянии не более трёх метров от завладевшего диском, может начать счёт («Stall count»). После этого игрок с диском имеет 10 секунд на то, чтобы отдать пас.
Свой пас ловить нельзя, если только диска в воздухе не коснётся другой игрок.

#### Очки
Очко засчитывается, если игрок после фиксации диска первый касается голевой зоны соперника. Если игрок, поймавший диск в поле, вбежал в зону по инерции, то следующий бросок он осуществляет с линии зоны (с точки, ближайшей к месту получения диска).
После того, как было засчитано очко, команда, которая владела диском, становится защищающейся. При этом собственной зоной становится та, которая до этого была зоной противника. Таким образом, команды меняются сторонами после каждого очка.

#### Смена владения или потеря диска
Смена владения происходит при любом «неудачном» пасе. При этом защищающаяся команда немедленно становится атакующей. После смены владения атакующие должны вводить диск в игру с того места, где он впервые коснулся земли, или впервые покинул пределы поля. Потеря диска не приводит к остановке игры.
Потеря диска происходит, когда:
- игрок с диском роняет его или даёт пас, который никто не ловит, и диск падает на землю;
- защитник сбивает диск в воздухе и диск падает на землю;
- защитник ловит диск;
- защитник досчитал до 10 (то есть прошло 10 секунд с начала владения диском), а игрок владеющий диском не успел совершить бросок;
- игрок своей команды ловит диск в ауте (то есть он ловит диск и при этом хотя бы одной ногой не находится в ауте. Если он ловит диск в прыжке и при этом успевает отдать пас до того как приземлится (так называемый «Greatest»), то потери не происходит).

### Остановка игры
Игра может быть остановлена по следующим причинам:

#### Фолы
Фол — это нарушение правил в результате неслучайного контакта между двумя или более игроками разных команд. Фол может быть объявлен игроком, по отношению к которому он был совершён и должен быть объявлен громким выкриком слова «Фол» непосредственно после его совершения. Игрок, против которого объявили фол, может либо согласиться с этим (в этом случае, если его команда владела диском, происходит смена владения), либо нет (в этом случае игра переигрывается с того момента, когда был объявлен фол).
Кроме фолов существуют и другие нарушения, не связанные с физическим контактом, такие как пробежка (перемещения с диском), «double team» (более одного защитника закрывают игрока с диском на расстоянии менее 3х метров), «pick» (препятствование движению игроков противоположной команды) и прочие.

#### Тайм-ауты
Игра останавливается, когда игрок с диском объявляет тайм-аут. Количество тайм-аутов у каждой команды оговаривается перед началом игры или определяется регламентом турнира.

### Замены
Замена может быть произведена после засчитанного очка, либо во время тайм-аута из-за травмы. Если одна из команд меняет травмированного игрока, то другая может поменять одного из игроков своей команды.

### Судейство
В данной игре нет судей как таковых. Игроки сами являются судьями. При этом они несут ответственность, когда объявляют фол или аут и пр. Игроки должны сами решать все возникающие разногласия. Однако в игре могут также присутствовать наблюдатели, которые могут помогать игрокам решать вопросы судейства.
На турнирах во время игры обычно присутствуют скоркипер (человек, который следит за счётом) и таймкиперы (соответственно, следит за временем). Также существует главный судья, который помогает решать спорные вопросы, связанные с регламентом турнира.

### Вариант правил AUDL
American Ultimate Disc League (AUDL), полупрофессиональная высшая лига с командами из США и Канады, имеет свой собственный вариант правил, и за последние годы в правила было внесено несколько изменений: Площадь поля увеличена до 53+1⁄3 ярдов в ширину и 80 ярдов в длину с 20-ярдовыми голевыми зонами (такой же размер поля для американского футбола, только голевые зоны занимают вдвое большую часть поля, чем в американском футболе). Игры длятся четыре четверти по 12 минут каждая, включая 15-минутный перерыв. При равном счёте проводится пятиминутный овертайм. Если после овертайма счёт остаётся равным, проводится второй овертайм, в котором побеждает команда, забившая первой.
Заметные изменения по сравнению с форматом WFDF включают использование судей, уменьшение количества остановок с 10 секунд до 7, штраф в 10 ярдов за перемещение при ловле диска, штраф в ярд за перемещение при броске диска. Существуют и другие нарушения, которые приводят к штрафам в 5, 10 или 20 ярдов в зависимости от их тяжести.

## Дух игры
Дух игры («Spirit of the Game») является основным принципом алтимата. Коротко его можно обозначить, как «Уважение к сопернику — первостепенно». В отличие, например, от футбола моральные правила алтимата строго запрещают намеренные фолы и издёвки над противником. Подобное поведение может быть истолковано как отсутствие спортивного мастерства.
Кроме того, в алтимате отсутствует понятие штрафа. Предполагается, что никто не будет злонамеренно нарушать правила, поэтому существуют лишь лёгкие наказания за неумышленные нарушения. Как уже отмечалось, в алтимате каждый игрок ответственен за своё поведение на поле. Нет судей следящих за тем, чтобы каждый вёл себя «как взрослый», таким образом, ответственность за объявление фола лежит на каждом, а не только на пострадавшем. То есть можно, например, объявить фол самому себе (что не так уж и редко наблюдается). В алтимате не ставится цель победить любой ценой, важно, чтобы игра была честной и приносила удовольствие. Все это и является следствием основного принципа — Духа Игры.

## Состояние спорта в России
Алтимат представлен во многих городах (вместе с областями): Санкт-Петербург, Москва, Великий Новгород, Нижний Новгород, Новосибирск, Дзержинск, Псков, Йошкар-Ола, Омск, Пермь, Ижевск, Красноярск, Иркутск, Екатеринбург, Челябинск, Обнинск, Уфа, Тюмень, Томск, Краснодар, Ярославль, Кострома, Владимир, Казань, Тольятти, Самара, Липецк, Барнаул, Дубна, Вологда, Пущино, Фрязино, Полярные Зори, Калининград, Южно-Сахалинск, Белгород, Валуйки.

### Федерация и признание спорта в России
18 декабря 2010 года была зарегистрирована Общероссийская Физкультурно-Спортивная Общественная организация "Федерация Флаинг Диска России" (ФФДР).
20 мая 2013 году Министерство спорта Российской Федерации издало указ о признании и включении в первый раздел Всероссийского реестра видов спорта - вида спорта "флаинг диск".